# ليبيا (ساتراب)
كانت ليبيا (بالفارسية القديمة: 𐎱𐎢𐎫𐎠𐎹 بوتايا) ساترابًا يتبع الإمبراطورية الأخمينية وفقًا لنقش رستم من عهد الملك دارا الأول ونقش دايفا من عهد الملك خشايارشا الأول. ذَكر هيرودوت أن الساتراب كان جزءً من الحي السادس والذي تضمن أيضًا قوريني المستعمرة اليونانية في ليبيا. وقف ملك قوريني أركسيلاوس الثالث مع الفرس عندما غزا الملك قمبيز الثاني مصر. وبعدما قُتل وهو يحاول الحفاظ على السلطة، دعت الملكة فريتيما الفرس إلى احتلال قوريني. لقد قبل ساتراب مصر أرياندز، حيث أرسل جيشًا تحت قيادة فارسيين اثنين لدعم فريتيما. استمرت الحملة لما يقرب من عام وأسفرت عن إخضاع الليبيين؛ تغلغل الفرس في أقصى الغرب حتى يوسيبرايدس (بنغازي). نُصب ملك دمية هو باتوس الرابع وجُعلت ليبيا ساترابًا فارسيًا. من المحتمل أن قوريني حصلت على الاستقلال مع تمرد مصر عام 404 قبل الميلاد، ولكن في النهاية، فقد الفرس السيطرة على المنطقة بعد حروب الإسكندر الأكبر.